# Crush on You (песня Nero)
«Crush on You» — пятый сингл английского дабстепового дуэта Nero с их дебютного альбома Welcome Reality. Релиз состоялся в Великобритании путём цифровой дистрибуции 13 октября 2011 года. Песня заняла 31 место в UK Singles Chart, и седьмое - в UK Dance Chart.

Является ремиксом на сингл группы The Jets, вышедший в 1985 году.

## Музыкальное видео
Видео на композицию «Crush on You» было выложено на YouTube 30 сентября 2011 года.

## Список композиций
| №  | Название       | Длительность |
| -- | -------------- | ------------ |
| 1. | «Crush on You» | 4:10         |

| №  | Название                           | Длительность |
| -- | ---------------------------------- | ------------ |
| 1. | «Crush on You»                     | 2:48         |
| 2. | «Crush on You» (Knife Party Remix) | 4:26         |
| 3. | «Crush on You» (Brodinski Remix)   | 4:35         |
| 4. | «Crush on You» (KillSonik Remix)   | 4:54         |

## Выступление в чартах
| Чарт (2011)                                | Наивысшее место |
| ------------------------------------------ | --------------- |
| Бельгия/Фландрия (Ultratip Bubbling Under) | 7               |
| Шотландия (OCC Scotland)                   | 40              |
| Великобритания (OCC UK Dance)              | 6               |
| Великобритания (OCC UK Singles)            | 32              |

## История релиза
| Регион         | Дата                 | Формат         | Лейбл                        |
| -------------- | -------------------- | -------------- | ---------------------------- |
| Ирландия       | 13 октября 2011 года | Цифровой сингл | MTA Records, Mercury Records |
| Великобритания | 16 октября 2011 года | Цифровой сингл | MTA Records, Mercury Records |